# Atalanta Bergamasca Calcio 1937-1938
Questa pagina raccoglie i dati riguardanti l'Atalanta Bergamasca Calcio nelle competizioni ufficiali della stagione 1937-1938.

## Stagione
La prima stagione nel massimo campionato ha un ottimo avvio per i neroazzurri, che però non riescono a mantenere un buon livello nel prosieguo della stagione, che si conclude con il penultimo posto e il conseguente ritorno tra i cadetti. A fine anno si verifica la cessione di Giuseppe Bonomi alla Roma per la cifra, elevata per l'epoca, di 120 000 lire.
In Coppa Italia viene eliminata nei quarti di finale dalla Juventus, dopo che nei turni precedenti aveva estromesso Livorno e Venezia.

## Organigramma societario
Area direttiva
- Presidente: Lamberto Sala
- Vice Presidente: Pietro Ghezzi
- Segretario: Oreste Onetto

Area tecnica
- Allenatore: Ottavio Barbieri

Area sanitaria

## Rosa
| N. |                   | Ruolo | Calciatore          |
| -- | ----------------- | ----- | ------------------- |
|    | Italia (bandiera) | P     | Loris Borgioli      |
|    | Italia (bandiera) | P     | Achille Dari        |
|    | Italia (bandiera) | P     | Pietro Sibella      |
|    | Italia (bandiera) | D     | Edgardo Ciancamerla |
|    | Italia (bandiera) | D     | Antonio Morzenti    |
|    | Italia (bandiera) | D     | Teodoro Signorini   |
|    | Italia (bandiera) | D     | Francesco Simonetti |
|    | Italia (bandiera) | D     | Enzo Zambetti       |
|    | Italia (bandiera) | C     | Giuseppe Barcella   |
|    | Italia (bandiera) | C     | Ermelindo Bonilauri |
|    | Italia (bandiera) | C     | Giuseppe Bonomi     |
|    | Italia (bandiera) | C     | Severo Cominelli    |
|    | Italia (bandiera) | C     | Pietro Pastorino    |

| N. |                   | Ruolo | Calciatore            |
| -- | ----------------- | ----- | --------------------- |
|    | Italia (bandiera) | C     | Luigi Procura         |
|    | Italia (bandiera) | C     | Giuseppe Saccone      |
|    | Italia (bandiera) | C     | Remigio Scavazza      |
|    | Italia (bandiera) | C     | Vittorio Schiavi      |
|    | Italia (bandiera) | A     | Gino Bolognese        |
|    | Italia (bandiera) | A     | Aldo Croce            |
|    | Italia (bandiera) | A     | Alessandro Fornasaris |
|    | Italia (bandiera) | A     | Carlo Girometta       |
|    | Italia (bandiera) | A     | Giovanni Guidi        |
|    | Italia (bandiera) | A     | Ettore Perani         |
|    | Italia (bandiera) | A     | Arnaldo Salvi         |
|    | Italia (bandiera) | A     | Dario Savio           |

## Calciomercato
| Acquisti | Acquisti              | Acquisti        | Acquisti   |
| R.       | Nome                  | da              | Modalità   |
| -------- | --------------------- | --------------- | ---------- |
| D        | Edgardo Ciancamerla   | Sampierdarenese | definitivo |
| C        | Ermelindo Bonilauri   | Genova 1893     | definitivo |
| C        | Pietro Pastorino      | Genova 1893     | definitivo |
| A        | Aldo Croce            | Alessandria     | definitivo |
| A        | Alessandro Fornasaris | Reggiana        | definitivo |
| A        | Carlo Girometta       | Brescia         | definitivo |
| A        | Ettore Perani         | Ardens          | definitivo |

| Cessioni | Cessioni          | Cessioni   | Cessioni   |
| R.       | Nome              | a          | Modalità   |
| -------- | ----------------- | ---------- | ---------- |
| P        | Luciano Ravazzini | Ardens     | definitivo |
| C        | Giuseppe Andrei   | Pisa       | definitivo |
| C        | Pietro Maestroni  | Alfa Romeo | definitivo |
| C        | Giulio Longhi     | Fanfulla   | definitivo |

## Risultati

### Serie A

#### Girone d'andata
| Genova 12 settembre 1937, ore ? 1ª giornata | Genova 1893         | 0 – 0 | Atalanta | Stadio Marassi\| Arbitro: \| Conticini (Firenze) \| |
| Arbitro:                                    | Conticini (Firenze) |       |          |                                                     |

| Arbitro: | Scotto (Savona) |

|  |           |                |
|  | Marcatori | 86’ Bergonzini |

| Arbitro: | Salvatori (Roma) |

|                           |           |           |
| Andreolo 4’ Reguzzoni 23’ | Marcatori | 86’ Savio |

| Arbitro: | Curradi (Firenze) |

|  |           |                               |
|  | Marcatori | 14’ (rig.), 40’, 85’ Trevisan |

| Arbitro: | Zelocchi (Modena) |

|             |           |           |
| Pomponi 13’ | Marcatori | 5’ Bonomi |

| Arbitro: | Scarpi (Dolo) |

|  |           |                             |
|  | Marcatori | 1’ Michelini 24’ Mascheroni |

| Arbitro: | Mazzarini (Roma) |

|             |           |  |
| Schiavi 49’ | Marcatori |  |

| Arbitro: | Scotto (Savona) |

|                                            |           |  |
| Moretti 32’ Capra 38’ Pastorino 69’ (aut.) | Marcatori |  |

| Arbitro: | Conticini (Firenze) |

|                      |           |           |
| Bollano 3’ Violi 64’ | Marcatori | 78’ Savio |

| Arbitro: | Bertolio (Torino) |

|                        |           |  |
| Bonomi 46’, 49’ (rig.) | Marcatori |  |

| Arbitro: | Mastellari (Bologna) |

|                            |           |               |
| Capocasale 49’ Mancini 54’ | Marcatori | 87’ Cominelli |

| Arbitro: | Ciamberlini (Genova) |

|               |           |             |
| Cominelli 63’ | Marcatori | 68’ Ferrari |

| Arbitro: | Soliani (Genova) |

|                                       |           |  |
| Marchini 47’ Piola 53’, 57’ Costa 83’ | Marcatori |  |

| Arbitro: | Galeati (Bologna) |

|                  |           |                |
| Palumbo 15’, 46’ | Marcatori | 17’ Fornasaris |

| Arbitro: | Scorzoni (Bologna) |

|                        |           |                     |
| Ciancamerla 71’ (rig.) | Marcatori | 53’ (rig.) Traversa |

#### Girone di ritorno
| Arbitro: | Mazzarini (Roma) |

|                               |           |                                                               |
| Fornasaris 41’, 54’ Croce 59’ | Marcatori | 24’ Scarabello 30’ Barsanti 40’ (aut.) Bonilauri 87’ Figliola |

| Arbitro: | Gnocchini (Ancona) |

|                                                        |           |  |
| De Filippis 7’ Borel 44’ (rig.) Varglien 62’, 68’, 79’ | Marcatori |  |

| Arbitro: | Bevilacqua (Viareggio) |

|                   |           |                       |
| Bonomi 75’ (rig.) | Marcatori | 25’ Biavati 34’ Maini |

| Trieste 6 febbraio 1938, ore ? 19ª giornata | Triestina         | 0 – 0 | Atalanta | Littorio\| Arbitro: \| Bertolio (Torino) \| |
| Arbitro:                                    | Bertolio (Torino) |       |          |                                             |

| Arbitro: | Salvatori (Roma) |

|           |           |                                |
| Savio 57’ | Marcatori | 31’, 58’ Angelini 80’ Zidarich |

| Arbitro: | Mastellari (Bologna) |

|                                 |           |            |
| Procura 5’ (aut.) De Grassi 34’ | Marcatori | 53’ Perani |

| Arbitro: | Mattea (Torino) |

|                                 |           |                          |
| Andreoli 20’ Rosellini 61’, 75’ | Marcatori | 24’ Fornasaris 58’ Salvi |

| Bergamo 9 marzo 1938, ore ? 23ª giornata | Atalanta       | 0 – 0 | Milano | Stadio Mario Brumana\| Arbitro: \| Dattilo (Roma) \| |
| Arbitro:                                 | Dattilo (Roma) |       |        |                                                      |

| Arbitro: | Galeati (Bologna) |

|                         |           |  |
| Cominelli 23’ Salvi 42’ | Marcatori |  |

| Arbitro: | Ciamberlini (Genova) |

|           |           |  |
| Gerbi 25’ | Marcatori |  |

| Bergamo 27 marzo 1938, ore ? 26ª giornata | Atalanta       | 0 – 0 | Bari | Stadio Mario Brumana\| Arbitro: \| Gamba (Napoli) \| |
| Arbitro:                                  | Gamba (Napoli) |       |      |                                                      |

| Arbitro: | Scotto (Savona) |

|              |           |  |
| Ferraris 75’ | Marcatori |  |

| Bergamo 10 aprile 1938, ore ? 28ª giornata | Atalanta          | 0 – 0 | Lazio | Stadio Mario Brumana\| Arbitro: \| Galeati (Bologna) \| |
| Arbitro:                                   | Galeati (Bologna) |       |       |                                                         |

| Arbitro: | Soliani (Genova) |

|                          |           |               |
| Savio 26’ Fornasaris 35’ | Marcatori | 40’ Buscaglia |

| Arbitro: | Dellarole (Roma) |

|                                       |           |  |
| Viani 6’, 86’ Bortolini 40’ Conti 63’ | Marcatori |  |

### Coppa Italia

#### Sedicesimi di finale
| Arbitro: | Galeati (Bologna) |

|                             |           |  |
| Savio 4’, 17’ Cominelli 43’ | Marcatori |  |

#### Ottavi di finale
| Arbitro: | Ceccherini (Como) |

|               |           |                |
| Simonetti 23’ | Marcatori | 72’ Fornasaris |

| Arbitro: | Bevilacqua (Viareggio) |

|                          |           |            |
| Guidi 17’ Fornasaris 78’ | Marcatori | 89’ Chinol |

#### Quarti di finale
| Arbitro: | Mazza (Torre del Greco) |

|                                                                 |           |  |
| De Filippis 9’, 71’ Varglien 26’ F. Borel 66’, 87’ A. Borel 69’ | Marcatori |  |

## Statistiche

### Statistiche di squadra
| Competizione | Punti | In casa | In casa | In casa | In casa | In casa | In casa | In trasferta | In trasferta | In trasferta | In trasferta | In trasferta | In trasferta | Totale | Totale | Totale | Totale | Totale | Totale | DR  |
| Competizione | Punti | G       | V       | N       | P       | Gf      | Gs      | G            | V            | N            | P            | Gf           | Gs           | G      | V      | N      | P      | Gf     | Gs     | DR  |
| ------------ | ----- | ------- | ------- | ------- | ------- | ------- | ------- | ------------ | ------------ | ------------ | ------------ | ------------ | ------------ | ------ | ------ | ------ | ------ | ------ | ------ | --- |
| Serie A      | 16    | 15      | 4       | 5       | 6       | 14      | 18      | 15           | 0            | 3            | 12           | 8            | 32           | 30     | 4      | 8      | 18     | 22     | 50     | -28 |
| Coppa Italia | -     | 2       | 2       | 0       | 0       | 5       | 1       | 2            | 0            | 1            | 1            | 1            | 7            | 4      | 2      | 1      | 1      | 6      | 8      | -2  |

### Statistiche dei giocatori
| Giocatore      | Serie A  | Serie A | Coppa Italia | Coppa Italia | Totale   | Totale |
| Giocatore      | Presenze | Reti    | Presenze     | Reti         | Presenze | Reti   |
| -------------- | -------- | ------- | ------------ | ------------ | -------- | ------ |
| G. Barcella    | 19       | 0       | 4            | 0            | 23       | 0      |
| G. Bolognese   | 7        | 0       | 0            | 0            | 7        | 0      |
| E. Bonilauri   | 23       | 0       | 3            | 0            | 26       | 0      |
| G. Bonomi      | 21       | 4       | 0            | 0            | 21       | 4      |
| L. Borgioli    | 23       | -35     | 3            | -2           | 26       | -37    |
| E. Ciancamerla | 27       | 1       | 2            | 1            | 29       | 2      |
| S. Cominelli   | 30       | 3       | 4            | 1            | 34       | 4      |
| A. Croce       | 13       | 1       | 1            | 0            | 14       | 1      |
| A. Dari        | 4        | ?       | 1            | -6           | 5        | -6+    |
| A. Fornasaris  | 19       | 5       | 4            | 2            | 23       | 7      |
| C. Girometta   | 6        | 0       | 0            | 0            | 6        | 0      |
| G. Guidi       | 3        | 0       | 2            | 1            | 5        | 1      |
| A. Morzenti    | 14       | 0       | 2            | 0            | 16       | 0      |
| P. Pastorino   | 21       | 0       | 1            | 0            | 22       | 0      |
| E. Perani      | 2        | 1       | 0            | 0            | 2        | 1      |
| L. Procura     | 15       | 0       | 4            | 0            | 19       | 0      |
| G. Saccone     | 0        | 0       | 1            | 0            | 1        | 0      |
| A. Salvi       | 20       | 2       | 4            | 0            | 24       | 2      |
| D. Savio       | 23       | 4       | 3            | 2            | 26       | 6      |
| R. Scavazza    | 2        | 0       | 1            | 0            | 3        | 0      |
| V. Schiavi     | 13       | 1       | 0            | 0            | 13       | 1      |
| P. Sibella     | 3        | -3      | 0            | 0            | 3        | -3     |
| T. Signorini   | 0        | 0       | 0            | 0            | 0        | 0      |
| F. Simonetti   | 20       | 0       | 4            | 0            | 24       | 0      |
| E. Zambetti    | 2        | 0       | 0            | 0            | 2        | 0      |